# Oliveira de Azeméis
Oliveira de Azeméis là một huyện thuộc tỉnh Aveiro, Bồ Đào Nha. Huyện này có diện tích 163 km², dân số thời điểm năm 2001 là 70721 người.